# Alcinda Panguanová
Alcinda Panguanová (francouzsky Alcinda dos Santos; * 27. února 1994 Maputo) je mosambická boxerka. Ve welterové váze soutěžila na Letních olympijských hrách 2020, kde podlehla ve čtvrtfinále Ku Chungové. Zúčastnila se také Letních olympijských her 2024.
Na Mistrovství světa v boxu 2022 získala stříbro, kdy podlehla Lise O'Roukeové. Na Afrických hrách 2019 a 2023 získala také stříbro.